# Vågsøy
Vågsøy és un antic municipi situat al antic comtat de Sogn og Fjordane, Noruega. Té 6.046 habitants (2016) i la seva superfície és de 176,66 km². El centre administratiu del municipi és la població de Måløy.
El municipi de Vågsøy és el segon municipi de pesca més gran de Noruega, i és la llar d'una de les plantes de processament de peix modernes de Noruega.

## Informació general

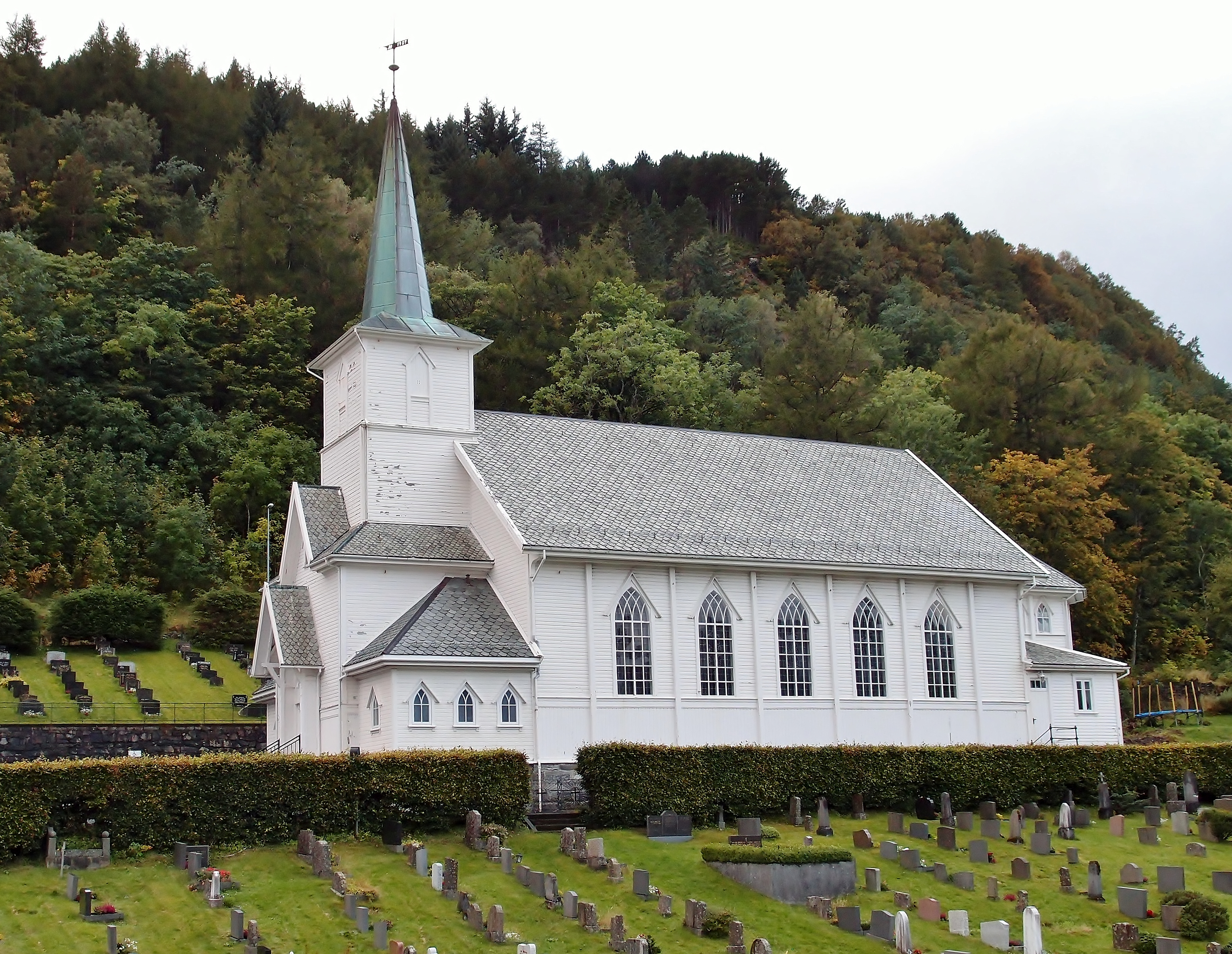
L'església de Sør Vågsøy.

### Nom
El municipi porta el nom de l'illa de Vågsøy. La forma en nòrdic antic del nom era Vágsøy. El primer element és el cas genitiu de vágr que significa "badia" i l'últim element és øy que significa "illa".

### Escut d'armes
L'escut d'armes de Vågsøy és modern. Va ser concedit el 27 de març de 1987. L'escut mostra dos timons, utilitzats a les barques d'un sol home que s'han utilitzat durant molt de temps al poble. Els timons són de plata i el fons és blau.

## Geografia

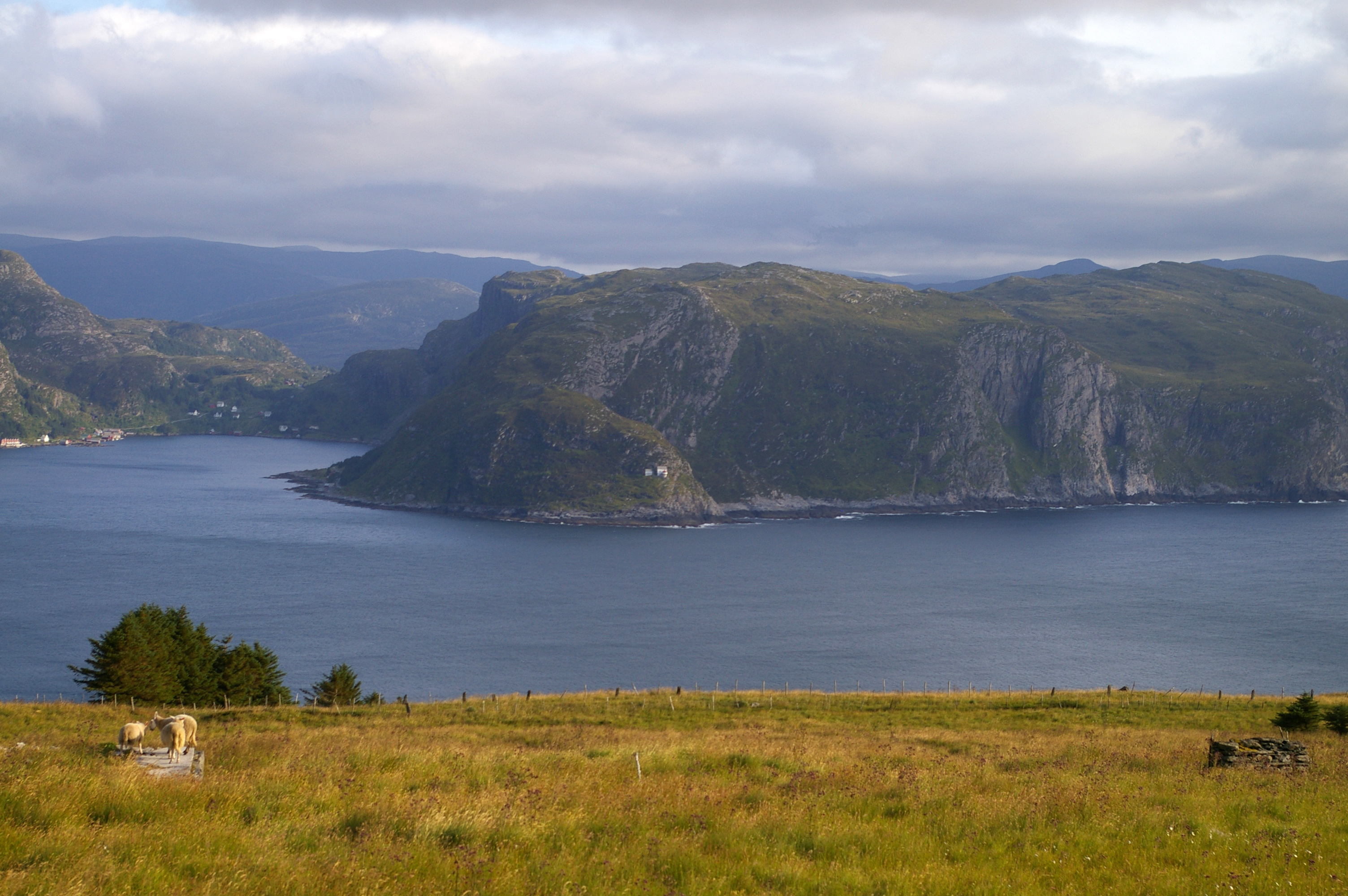
Hendanes

Vågsøy es compon de la part continental i les illes de la costa nord i exterior del Nordfjord. El municipi duu el nom de la seva illa més gran, Vågsøy. Altres illes poblades de Vågsøy són Silda, Moldøen, i Husevågøy. El llac de Degnepollvatnet està situat entre les localitats de Degnepoll i Tennebø.
Limita al nord amb municipis de Selje (a Sogn og Fjordane) i Vanylven (a Møre og Romsdal), amb el municipi d'Eid a l'est, amb el municipi de Bremanger al sud, i amb el mar del Nord a l'oest.

## Atraccions

### Måløy
Måløy va aconseguir l'estatus de ciutat el 1997. Es troba al llarg de l'estret d'Ulvesundet a l'illa de Vågsøy, i està unit al continent per un pont de 1.224 metres de longitud, una estructura que forma una porta d'entrada per a tot el trànsit de navegació marítima. El transbordador Hurtigruten surt cada dia de la ciutat. La part antiga de la ciutat es troba a l'illa de Moldøen.

### Kannestein

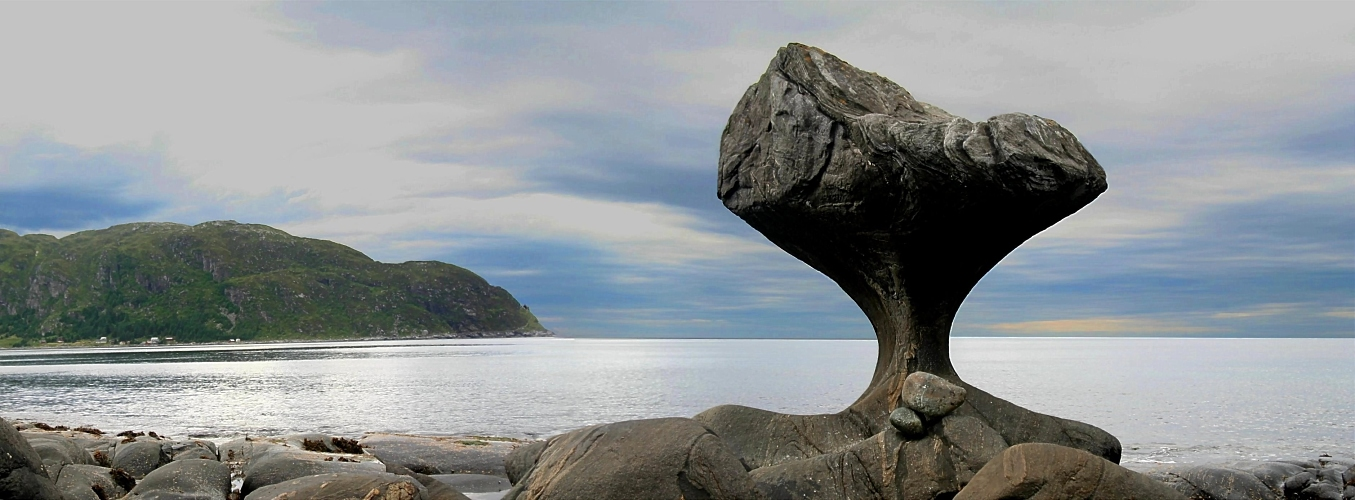
Kannestein

Durant milers d'anys, les ones del mar han donat forma a una curiosa roca, que està situada al poble d'Oppedal, a uns 10 quilòmetres a l'oest del centre de Måløy. Cada any, molts visitants van a Oppedal per fer una ullada a la pedra.

### Fars

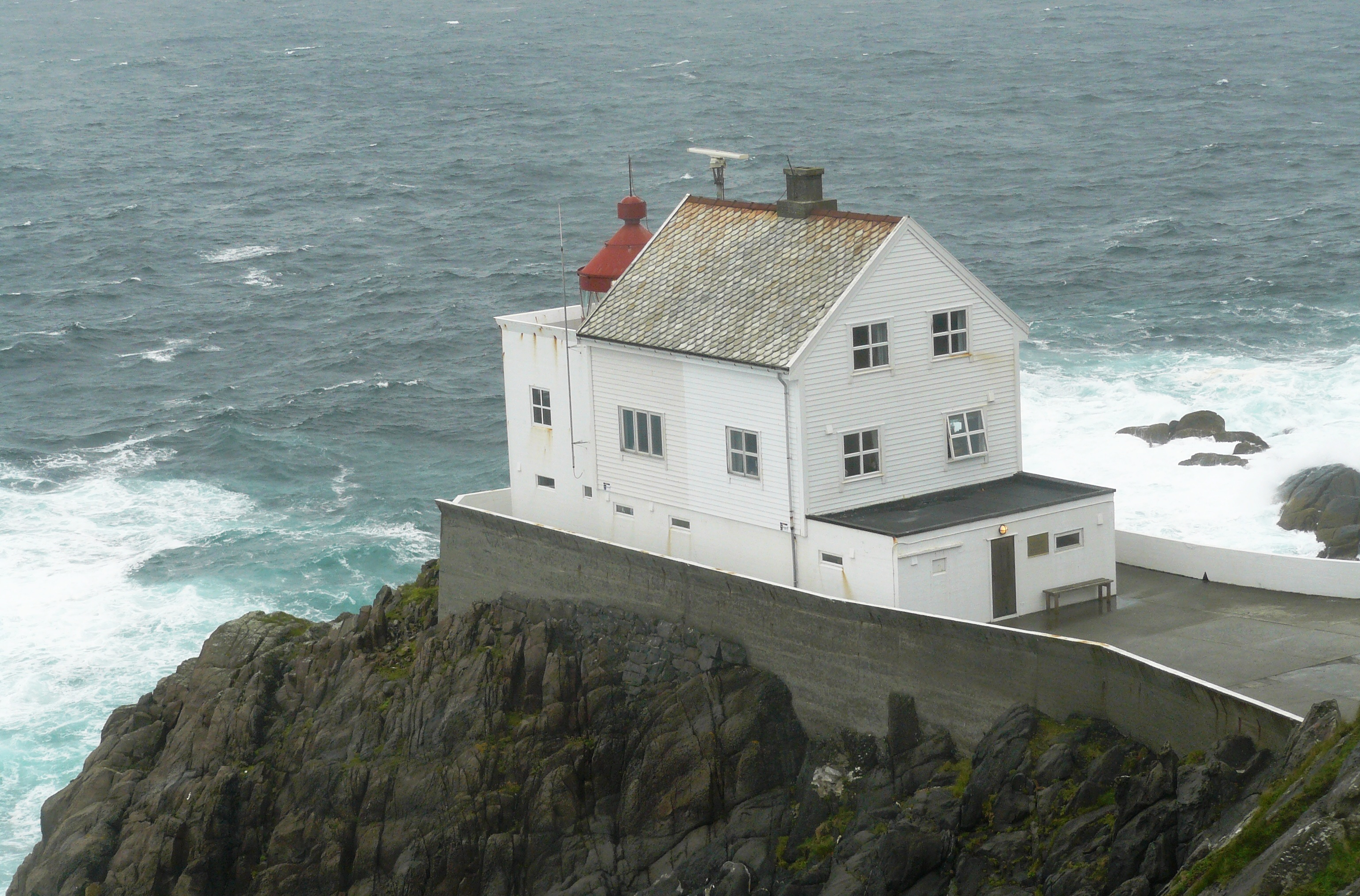
Far de Kråkenes.

El municipi de Vågsøy té quatre fars. Tres d'ells estan oberts tots els dies i estan disponibles per a períodes curts o llargs.
- El far de Kråkenes és un far de treball i també una estació meteorològica que recopila informació important. Aquest far, que ofereix una bonica vista de l'oceà, es troba al punt més septentrional de l'illa de Vågsøy i és accessible per carretera.
- El far de Skongenes és un far automàtic sense accés per carretera. Es tracta a una hora a peu des de Langeneset per senders fàcils. També hi ha vistes cap a Stadlandet. Ytre Nordfjord Turlag dirigeix aquest far i hi ofereix allotjament.
- El far de Hendanes és un far automàtic situat a la banda oest de l'entrada de Torskanger. Es troba molt a prop de Stadhavet i Klovningen.
- El far d'Ulvesund està situat al sud de Stadlandet, a uns 10 quilòmetres al nord de Måløy. Va ser construït el 1870, i era administrat fins al 1985 quan va ser automatitzat.

### Platges
La platja de Refviksanden és una platja de 1,5 quilòmetres (0,93 milles). Refvika és aproximadament a 10 quilòmetres de Måløy.